# Acóluto
Acóluto (em grego: ἀκόλουθος; romaniz.: Akólouthos; lit. "seguidor, atendente") foi um ofício bizantino com funções que variaram com o tempo. Originalmente um subordinado do regimento de guarda imperial (tagma) do Vigla, foi associado com o comando sobre a famosa Guarda Varegue nos séculos XI-XII.

## História

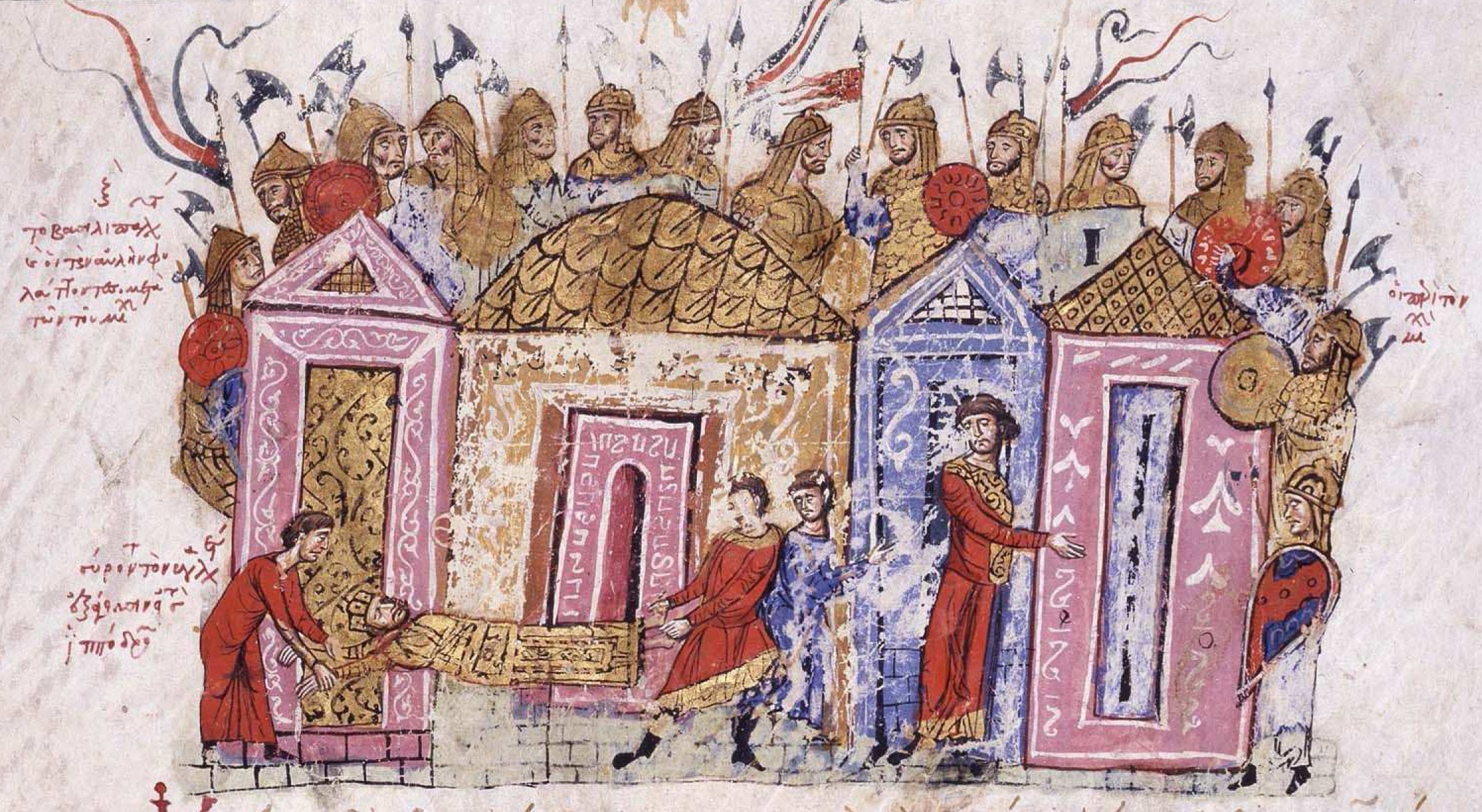
Soldados varegues como descrito do Escilitzes de Madrid

O título é atestado pela primeira vez no final do século IX, quando o Cletorológio de 899 lista-o como um dos oficiais seniores do regimento de guarda Vigla ou Arítmo. Nos séculos IX-X, o acóluto (frequentemente chamado ἀκόλουθος τοῦ ἀριθμοῦ, acóluto do Arítmo, para enfatizar sua ligação com o Vigla/Arítmo) foi o adjunto do comandante regimental, o drungário da guarda, ou seja, o equivalente do próximo e protomandador em duas tagmas seniores, os Escolas e os Excubitores. Já nesta época, contudo, foi associado com o comando de mercenários estrangeiros, principalmente francos. Desde o início do século XI, ao drungário da guarda foi confiado com deveres judiciais e policiais na capital, Constantinopla, e o posto de acóluto tornou-se um comando independente, ainda ligado com contingentes mercenários, agora principalmente a Guarda Varegue, que do período Comneno em diante tornou-se um dos principais, e mais duradouros, corpos da guarda imperial.
No século XII, contudo, os acólutos são mencionados principalmente em conexão com missões diplomáticas. O acóluto ainda é nomeado como chefe dos varegues no livro Livro dos Ofícios de meados do século XIV de Jorge Codino, mas o último titular atestado do posto é certamente João Nomicópulo em 1199. Contudo, R. Guilland considera mais provável que o posto continuou a existir até o fim do império, mesmo sem a nomeação de titulares. De acordo com Jorge Codino, ele ocupou a posição 51 na hierarquia palaciana, e esteve sempre em assistência próxima do imperador, e assistido pelos primicérios dos varegues. O mesmo trabalho também dá sua indumentaria cortesã distintiva: um chapéu esciádio com bordados em fios de ouro, um cafetã cjamado cabádio de "seda lisa", e um chapéu cerimonial chamado escarânico, coberto com veludo e encimado com uma borla vermelha. No separado Império de Trebizonda (1204–1461), o acóluto foi também conhecido como curtzes (χουρτζής), um título de origem desconhecida, possivelmente relacionado com os títulos persas e georgianos similares que significavam "página".

## Titulares conhecidos
Poucos acólutos são registrados pelo nome nas fontes. Um patrício Miguel serviu como acóluto sob Constantino IX Monômaco (r. 1042–1055), e esteve ativo como general contra os pechenegues e os turcos seljúcidas. Um certo Nampites ocupou o posto cedo no reinado de Aleixo I Comneno (r. 1081–1118). Sob Manuel I Comneno (r. 1143–1180), o acóluto Estêvão foi enviado pelo imperador para acompanhar e guiar Conrado III (r. 1138–1152) enquanto cruzava o território bizantino durante a Segunda Cruzada (1147). Em ca. 1160/1161, o posto foi mantido por Basílio Camatero, e um pouco depois por Isaac Aaron, que traiu a confiança do imperador e foi cegado em 1171. O último titular conhecido do ofício, João Nomicópulo, é atestado em uma bula dourada de Aleixo III Ângelo (1195  1203) de 1199. Um punhado de selos de acólutos também são conhecidos, mas eles não podem ser datados ou identificados com qualquer certeza.